# شهرستان کمدن (میزوری)
شهرستان کمدن، میزوری (به انگلیسی: Camden County, Missouri) یک سکونتگاه مسکونی در ایالات متحده آمریکا است که در میزوری واقع شده‌است.